# فیض‌الینسکویه
فیض‌الینسکویه (انگلیسی: Fayzullinskoye) یک شهرک در شهرستان بلاگووشچنسکی باشقیرستان کشور روسیه است.